# Comissari Europeu
Un Comissari Europeu és un dels membres de la Comissió Europea. Aquesta Comissió, liderada pel President de la Comissió, està formada per un representant dels estats integrats dins la Unió Europea, sent actualment 27 el seu nombre.
El President de la Comissió assigna a cada representant una cartera, equivalent als ministeris nacionals, excepte els Vicepresidents, que comparteixen aquesta responsabilitat amb una altra cartera.

## Nomenament
Els Comissaris són nomenats per cada estat membre així com pel President de la Comissió, i necessiten l'aprovació del Parlament Europeu i del Consell de la Unió Europea.

## Carteres
| Cartera                                                     | Comissari                                                                    | Estat                                         |
| ----------------------------------------------------------- | ---------------------------------------------------------------------------- | --------------------------------------------- |
| Presidència                                                 | José Manuel Durão Barroso                                                    | Portugal                                      |
| Vicepresidència                                             | Margot Wallström Günter Verheugen Franco Frattini Jacques Barrot Siim Kallas | Suècia · Alemanya · Itàlia · França · Estònia |
| Relacions Institucionals i Estratègia de Comunicació        | Margot Wallström                                                             | Suècia                                        |
| Empresa i Indústria                                         | Günter Verheugen                                                             | Alemanya                                      |
| Justícia, Llibertat i Seguretat                             | Franco Frattini                                                              | Itàlia                                        |
| Transport                                                   | Jacques Barrot                                                               | França                                        |
| Assumptes Administratius, Auditoria i Lluita contra el Frau | Siim Kallas                                                                  | Estònia                                       |
| Assumptes Econòmics i Monetaris                             | Joaquín Almunia                                                              | Espanya                                       |
| Mercat Interior i Serveis                                   | Charlie McCreevy                                                             | Irlanda                                       |
| Agricultura i Desenvolupament Rural                         | Mariann Fischer Boel                                                         | Dinamarca                                     |
| Competència                                                 | Neelie Kroes                                                                 | Països Baixos                                 |
| Comerç                                                      | Peter Mandelson                                                              | Regne Unit                                    |
| Assumptes Pesquers i Marítims                               | Joe Borg                                                                     | Malta                                         |
| Medi Ambient                                                | Stavros Dimas                                                                | Grècia                                        |
| Salut                                                       | Markos Kiprianu                                                              | Xipre                                         |
| Desenvolupament i Ajuda Humanitària                         | Louis Michel                                                                 | Bèlgica                                       |
| Ampliació                                                   | Olli Rehn                                                                    | Finlàndia                                     |
| Treball, Assumptes Socials i Igualtat d'Oportunitats        | Vladimír Špidla                                                              | República Txeca                               |
| Fiscalitat i Unió Aduanera                                  | László Kovács                                                                | Hongria                                       |
| Programació Financera i Pressupostos                        | Dalia Grybauskaitė                                                           | Lituània                                      |
| Relacions Exteriors i Política Europea de Veïnatge          | Benita Ferrero-Waldner                                                       | Àustria                                       |
| Educació, Formació i Cultura                                | Ján Figeľ                                                                    | Eslovàquia                                    |
| Política Regional                                           | Danuta Hübner                                                                | Polònia                                       |
| Energia                                                     | Andris Piebalgs                                                              | Letònia                                       |
| Ciència i Recerca                                           | Janez Potočnik                                                               | Eslovènia                                     |
| Societat de la Informació i els Mitjans de Comunicació      | Viviane Reding                                                               | Luxemburg                                     |
| Protecció al Consumidor                                     | Meglena Kuneva                                                               | Bulgària                                      |
| Multilingüisme                                              | Leonard Orban                                                                | Romania                                       |